# Herbst (Familie)
Herbst (Familie) ist eine Orgelbauerfamilie in Magdeburg, die im 17. und 18. Jahrhundert vorwiegend im Raum Magdeburg, Hildesheim und im Harzvorland gewirkt hat. 

## Heinrich Herbst der Ältere
Heinrich (auch: Henrich) Herbst der Ältere (* um 1620 in Salzderhelden; † 22. Juni 1687) wirkte in Hildesheim. Er begründete eine Orgelbauerfamilie mit Sitz in Magdeburg.
| Jahr      | Ort              | Kirche             | Bild | Manuale | Register | Bemerkungen |
| --------- | ---------------- | ------------------ | ---- | ------- | -------- | --- |
| 1638      | Wolfsburg        | St.-Marien-Kirche  |      |         |          | |
| 1646      | Osterode am Harz | St. Aegidienkirche |      |         |          | Arbeiten an der Orgel |
| 1658      | Hildesheim       | St. Paulus         |      |         |          | Neubau; 1806 wurde die Kirche aufgehoben. |
| 1667      | Hildesheim       | St. Andreas        |      |         |          | Vollendung des Orgelneubaus von Hans Hinrich Bader aus Unna (ab 1654); nicht erhalten                                                                    |
| 1677–1680 | Altenhausen      | Trinitatiskirche   |      |         |          | Gehäuse erhalten |
| 1680–1683 | Basedow          | Kirche Basedow     |      | III/P   | 36       | Neubau von Vater & Sohn Heinrich, zusammen mit dem Schwiegersohn Samuel Gercke (Güstrow); 14 Register und Gehäuse erhalten                               |
| 1686      | Hoheneggelsen    | Marktkirche        |      | I       | 6        | Neubau, zusammen mit seinem Sohn ursprünglich für Holle gebaut; 1840 um ein selbstständiges Pedal auf I/P/8 erweitert; 1934 nach Hoheneggelsen überführt |

## Heinrich Herbst der Jüngere
Heinrich Herbst der Jüngere (* um 1650; beerdigt 6. Dezember 1720) war Sohn von Heinrich Herbst dem Älteren und wirkte ebenfalls in Magdeburg. Er baute seine Orgeln mit doppelten Springladen, was zu der Zeit eine ältere Bauweise darstellte. Der Prospektaufbau variierte den Hamburger Prospekt. Charakteristisch für die Familie Herbst sind die kleinen Diskant-Spitztürme neben den polygonalen Tenor- und Basstürmen.
In Magdeburg vermochte sich Herbst nicht gegen Arp Schnitger durchzusetzen. Nachdem Herbst seinen Orgelbau in der Sankt-Jakobi-Kirche nach vielen Jahren nicht fertiggestellt hatte, wurde ihm nach negativen Gutachten der Auftrag entzogen und die dortige Orgel von Schnitger vollendet (1698–1703). Schnitgers Orgel in Wegeleben wurde 1737 nach Groß Quenstedt verkauft und dorthin von Herbst überführt. Ein bekannter Schüler von Heinrich Herbst war Christoph Treutmann der Ältere (* 1673 oder 1674).
Heinrich Herbst mietete 1689 in Magdeburg das Haus Zum Kameel (Neustädter Straße 24) und errichtete dort 1690 ein Brauhaus. 1700 erwarb Herbst das Anwesen dann für 200 Taler und blieb bis zu seinem Tod Eigentümer.
| Jahr      | Ort           | Kirche                                         | Bild | Manuale | Register | Bemerkungen |
| --------- | ------------- | ---------------------------------------------- | ---- | ------- | -------- | --- |
| 1680–1683 | Basedow       | Kirche Basedow                                 |      | III/P   | 36       | Neubau von Vater & Sohn Heinrich, zusammen mit dem Schwiegersohn Samuel Gercke; 14 Register und Gehäuse erhalten                                           |
| 1686      | Hoheneggelsen | Marktkirche                                    |      | I       | 6        | Neubau, zusammen mit seinem Vater ursprünglich für Holle gebaut; 1840 um ein selbstständiges Pedal auf I/P/8 erweitert; 1934 nach Hoheneggelsen überführt  |
| 1694      | Zerbst/Anhalt | St. Trinitatis                                 |      | II/P    | 22       | Nicht erhalten |
| 1678–1698 | Magdeburg     | Sankt-Jakobi-Kirche                            |      | III/P   | 37       | Neubau; von Arp Schnitger vollendet (1698–1703); nicht erhalten                                                                                            |
| 1698–1700 | Barby         | St.-Marien-Kirche                              |      |         |          | Neubau; nur Prospekt erhalten |
| 1709–1710 | Erxleben      | Schloss Erxleben, Schlosskapelle St. Godehardi |      | II/P    | 24       | 1945 weitgehend zerstört; Prospekt mit Prinzipal 8′ erhalten; 2009–2014 Vorarbeiten und 2015–2019 Restaurierung/Rekonstruktion durch Jörg Dutschke → Orgel |
| 1712–1718 | Halberstadt   | Dom zu Halberstadt                             |      | III/P   | 65       | Neubau zusammen mit seinem Sohn Heinrich Gottlieb; nur Prospekt erhalten → Orgel des Domes zu Halberstadt                                                  |
| 1719      | Wasserleben   | St. Sylvestri                                  |      |         |          | |

## Heinrich Gottlieb Herbst
Heinrich Gottlieb Herbst (auch: Johann  Gottlieb Herbst) (* 1. Mai 1689; † 7. Mai 1738) war Sohn von Heinrich Herbst dem Jüngeren. Von ihm ist nur ein Orgelneubau bezeugt:
| Jahr    | Ort             | Kirche        | Bild | Manuale | Register | Bemerkungen                                                                       |
| ------- | --------------- | ------------- | ---- | ------- | -------- | --------------------------------------------------------------------------------- |
| 1728–32 | Lahm (Itzgrund) | Schlosskirche |      | II/P    | 29       | Nahezu vollständig erhaltener Neubau → Orgel der Schlosskirche in Lahm (Itzgrund) |

Des Weiteren ist für Magdeburg noch der Sohn von Heinrich Herbst dem Älteren, Johann Dedeleff Herbst (* um 1682), als Orgelbauer nachgewiesen, der zusammen mit seinem Vater Dispositionsentwürfe für Magdeburg, St. Jakobi einreichte.